# Anna Purchase
Anna Purchase (* 15. September 1999 in Nottingham) ist eine britische Leichtathletin, die sich auf den Hammerwurf spezialisiert hat.

## Sportliche Laufbahn
Erste Erfahrungen bei Meisterschaften auf internationaler Ebene sammelte Anna Purchase, die an der University of Nebraska und später an der University of California in den Vereinigten Staaten studierte, im Jahr 2021, als sie bei den U23-Europameisterschaften in Tallinn mit einer Weite von 65,11 m den vierten Platz belegte. Im Jahr darauf belegte sie bei den Commonwealth Games in Birmingham mit 64,73 m den siebten Platz und anschließend brachte sie bei den Europameisterschaften in München in der Vorrunde keinen gültigen Versuch zustande. 2023 gelangte sie bei den Weltmeisterschaften in Budapest mit 70,29 m im Finale auf den elften Platz und im Jahr darauf wurde sie bei den Europameisterschaften in Rom mit 69,24 m Achte.